# Aleksei Plotnikov
Aleksei Alekseyevich Plotnikov (tiếng Nga: Алексей Алексеевич Плотников; sinh ngày 31 tháng 7 năm 1998) là một cầu thủ bóng đá người Nga. Anh thi đấu cho F.K. Zenit-2 Sankt Peterburg.

## Sự nghiệp câu lạc bộ
Anh có màn ra mắt tại Giải bóng đá Quốc gia Nga cho F.K. Zenit-2 Sankt Peterburg vào ngày 24 tháng 3 năm 2018 trong trận đấu với FC Fakel Voronezh.